# Прапор Мостиськ
Пра́пор Мостиськ є символом міста Мостиська. Затверджений 15 квітня 1994 року рішенням сесії міської ради.
Автор проєкту — А. Гречило.

## Опис
Квадратне полотнище, яке складається з двох горизонтальних смуг. Верхня частина шириною в 1/5 від ширини хоругви — жовтого кольору, нижня — 4/5 ширини хоругви — синього. У нижній частині — жовта маюскульна літера «М» із вписаним в неї хрестом.

## Історія
Прапор опрацьовано на підставі сюжету з давніх печаток міста.